# Rata talp asiàtica
La rata talp asiàtica (Myospalax aspalax) és una espècie de rosegador de la família dels espalàcids. Viu a la Xina, Mongòlia i Rússia. S'alimenta principalment d'agropirs, però també consumeix pulsatil·les, papaveràcies, peònies, dents de lleó, arrels de bruguerola, espècies de Poa i artemísies. El seu hàbitat natural són les zones de sòl fosc i tou situades a estepes i praderies de cereals o mixtes, camps de conreu, clarianes i planes d'inundació. És una espècie en risc mínim, és a dir, no sembla que hi hagi cap amenaça significativa per a la seva supervivència.